# Parrocchie della diocesi di Termoli-Larino

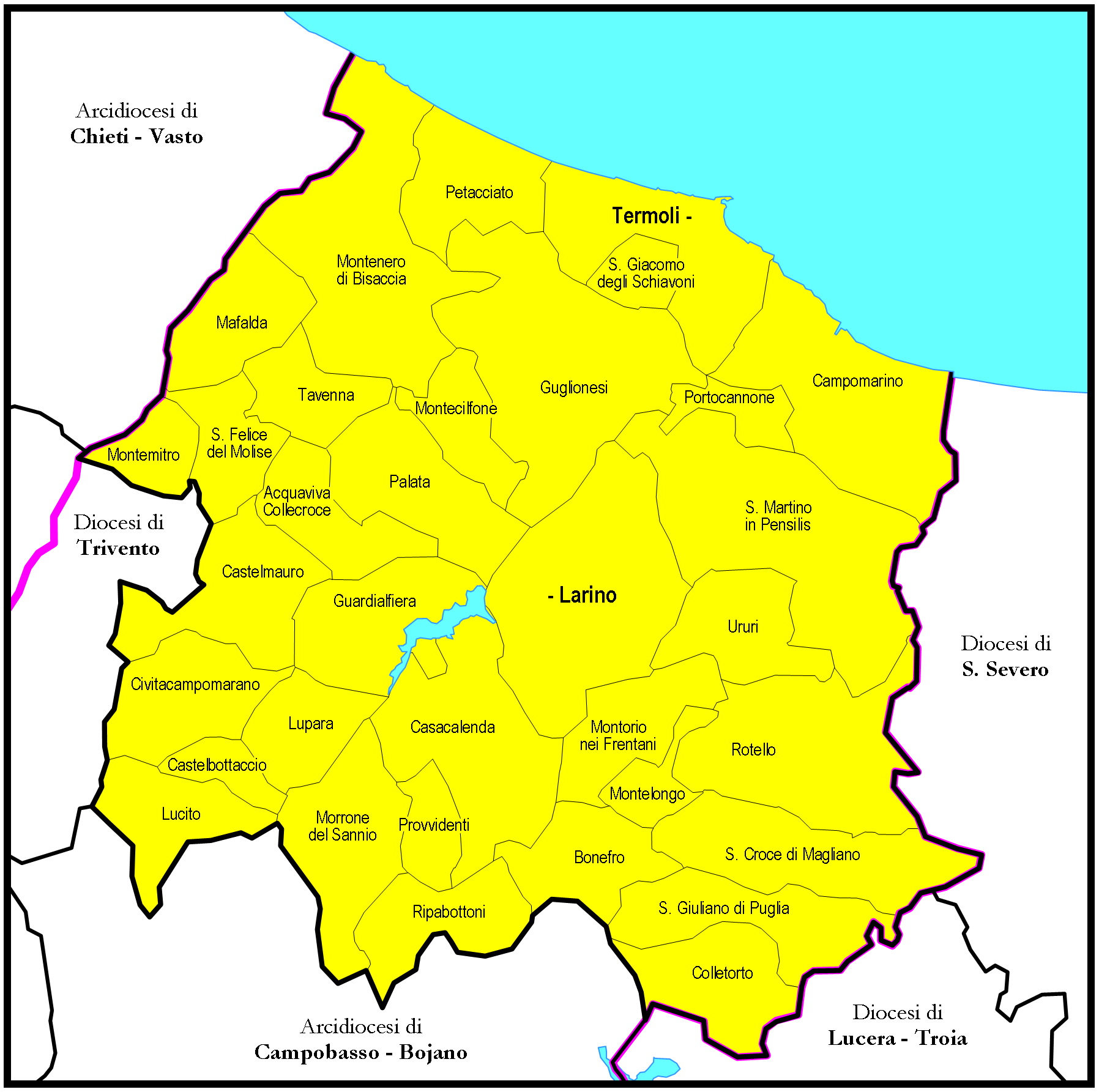
Il territorio della diocesi

Le parrocchie della diocesi di Termoli-Larino sono 51.

## Zone pastorali
La diocesi è organizzata in 4 zone pastorali. 

### Zona pastorale di Termoli-San Giacomo degli Schiavoni
| Parrocchia                           | Patrono                         | Comune                      | Frazione/Quartiere |
| ------------------------------------ | ------------------------------- | --------------------------- | ------------------ |
| Termoli - Cattedrale                 | Santa Maria della Purificazione | Termoli                     | centro             |
| Termoli - Gesù Crocifisso            | Gesù Crocifisso                 | Termoli                     | centro             |
| Termoli - Maria SS del Monte Carmelo | Beata Vergine del Carmine       | Termoli                     | centro             |
| Termoli - Sacro Cuore di Gesù        | Sacro Cuore di Gesù             | Termoli                     | centro             |
| Termoli - San Francesco              | San Francesco d'Assisi          | Termoli                     | centro             |
| Termoli - San Timoteo                | San Timoteo Vescovo e Martire   | Termoli                     | centro             |
| Termoli - Sant'Antonio di Padova     | Sant'Antonio di Padova          | Termoli                     | centro             |
| Termoli - Santa Maria degli Angeli   | Santa Maria degli Angeli        | Termoli                     | Difesa Grande      |
| Termoli - Santi Pietro e Paolo       | Santi Pietro e Paolo            | Termoli                     | centro             |
| San Giacomo degli Schiavoni          | Santissimo Rosario              | San Giacomo degli Schiavoni | centro             |

### Zona pastorale di Larino-Campomarino
| Parrocchia                                | Patrono                          | Comune                  | Frazione/Quartiere |
| ----------------------------------------- | -------------------------------- | ----------------------- | ------------------ |
| Larino - Basilica concattedrale           | San Pardo Vescovo                | Larino                  | centro             |
| Campomarino                               | Santa Maria a Mare e Sant'Anna   | Campomarino             | centro             |
| Larino - Beata Maria Vergine delle Grazie | Beata Maria Vergine delle Grazie | Larino                  | centro             |
| Larino - Santa Maria della Pietà          | Santa Maria della Pietà          | Larino                  | centro             |
| Portocannone                              | Santi Pietro e Paolo             | Portocannone            | centro             |
| San Felice del Molise                     | Santa Maria di Costantinopoli    | San Felice del Molise   | centro             |
| San Martino in Pensilis                   | San Pietro Apostolo              | San Martino in Pensilis | centro             |
| Ururi                                     | Santa Maria delle Grazie         | Ururi                   | centro             |

### Zona pastorale di Montenero-Castelmauro
| Parrocchia            | Patrono                                    | Comune                | Frazione/Quartiere |
| --------------------- | ------------------------------------------ | --------------------- | ------------------ |
| Montenero di Bisaccia | Maria Santissima di Bisaccia               | Montenero di Bisaccia | centro             |
| Castelmauro           | San Leonardo Confessore                    | Castelmauro           | centro             |
| Civitacampomarano     | San Giorgio Martire e Santa Maria Maggiore | Civitacampomarano     | centro             |
| Guglionesi            | Santa Maria Maggiore                       | Guglionesi            | centro             |
| Mafalda               | Sant'Andrea Apostolo                       | Mafalda               | centro             |
| Montecilfone          | San Giorgio Martire                        | Montecilfone          | centro             |
| Montemitro            | Santa Lucia Vergine e Martire              | Montemitro            | centro             |
| Petacciato            | Sacro Cuore di Gesù                        | Petacciato            | centro             |
| Petacciato Scalo      | San Rocco                                  | Petacciato            | Petacciato Scalo   |
| Tavenna               | Santa Maria di Costantinopoli              | Tavenna               | centro             |

### Zona pastorale di Santa Croce-Casacalenda
| Parrocchia              | Patrono                                             | Comune                  | Frazione/Quartiere |
| ----------------------- | --------------------------------------------------- | ----------------------- | ------------------ |
| Santa Croce di Magliano | Sant'Antonio di Padova                              | Santa Croce di Magliano | centro             |
| Casacalenda             | Maria Santissima del Carmine e Santa Maria Maggiore | Casacalenda             | centro             |
| Bonefro                 | Santa Maria delle Rose                              | Bonefro                 | centro             |
| Castelbottaccio         | Santa Maria delle Grazie                            | Castelbottaccio         | centro             |
| Colletorto              | San Giovanni Battista                               | Colletorto              | centro             |
| Guardialfiera           | Santa Maria Assunta                                 | Guardialfiera           | centro             |
| Lucito                  | San Nicola di Bari                                  | Lucito                  | centro             |
| Lupara                  | Santa Maria Assunta                                 | Lupara                  | centro             |
| Montelongo              | Santa Maria ad Nives                                | Montelongo              | centro             |
| Montorio nei Frentani   | Santa Maria Assunta                                 | Montorio nei Frentani   | centro             |
| Morrone del Sannio      | Santa Maria Maggiore                                | Morrone del Sannio      | centro             |
| Provvidenti             | Santa Maria Assunta                                 | Provvidenti             | centro             |
| Ripabottoni             | Santa Maria Assunta                                 | Ripabottoni             | centro             |
| Rotello                 | Santa Maria degli Angeli                            | Rotello                 | centro             |
| San Giuliano di Puglia  | San Giuliano Martire                                | San Giuliano di Puglia  | centro             |